# Joachim Georg Darjes

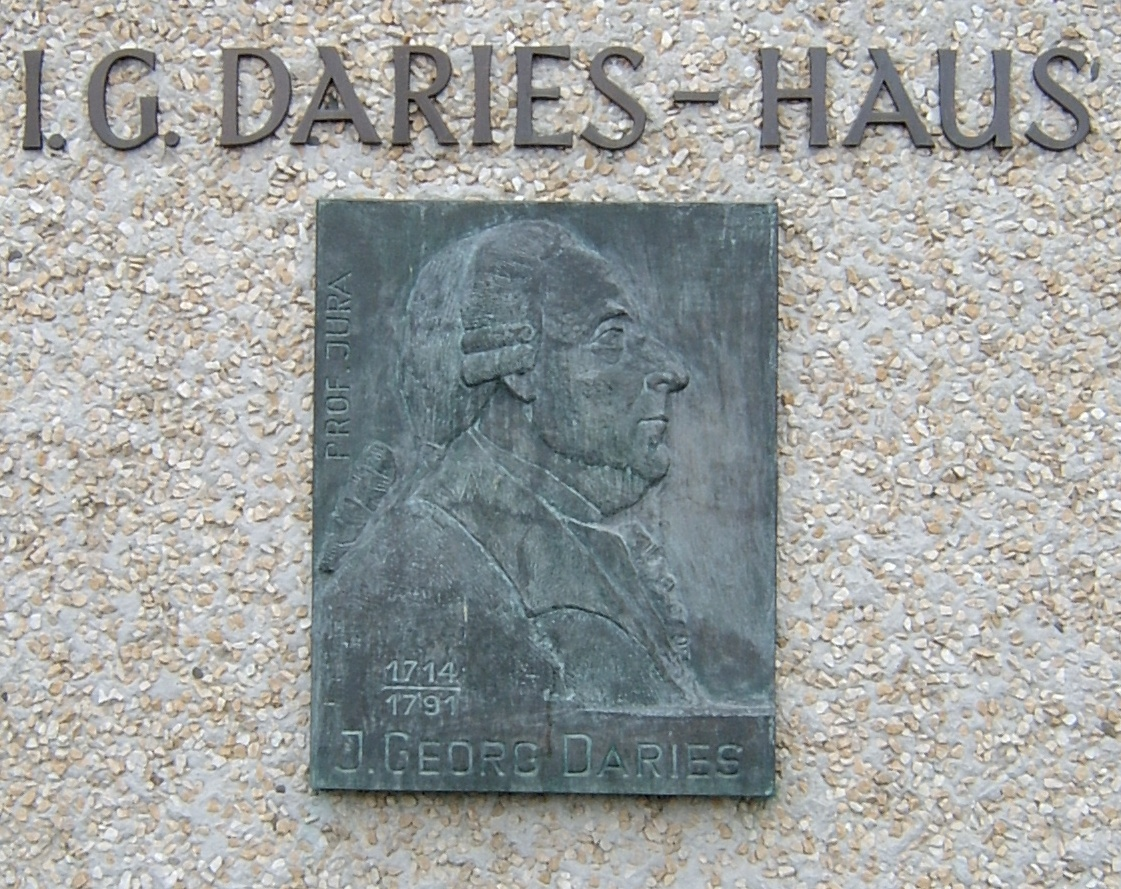

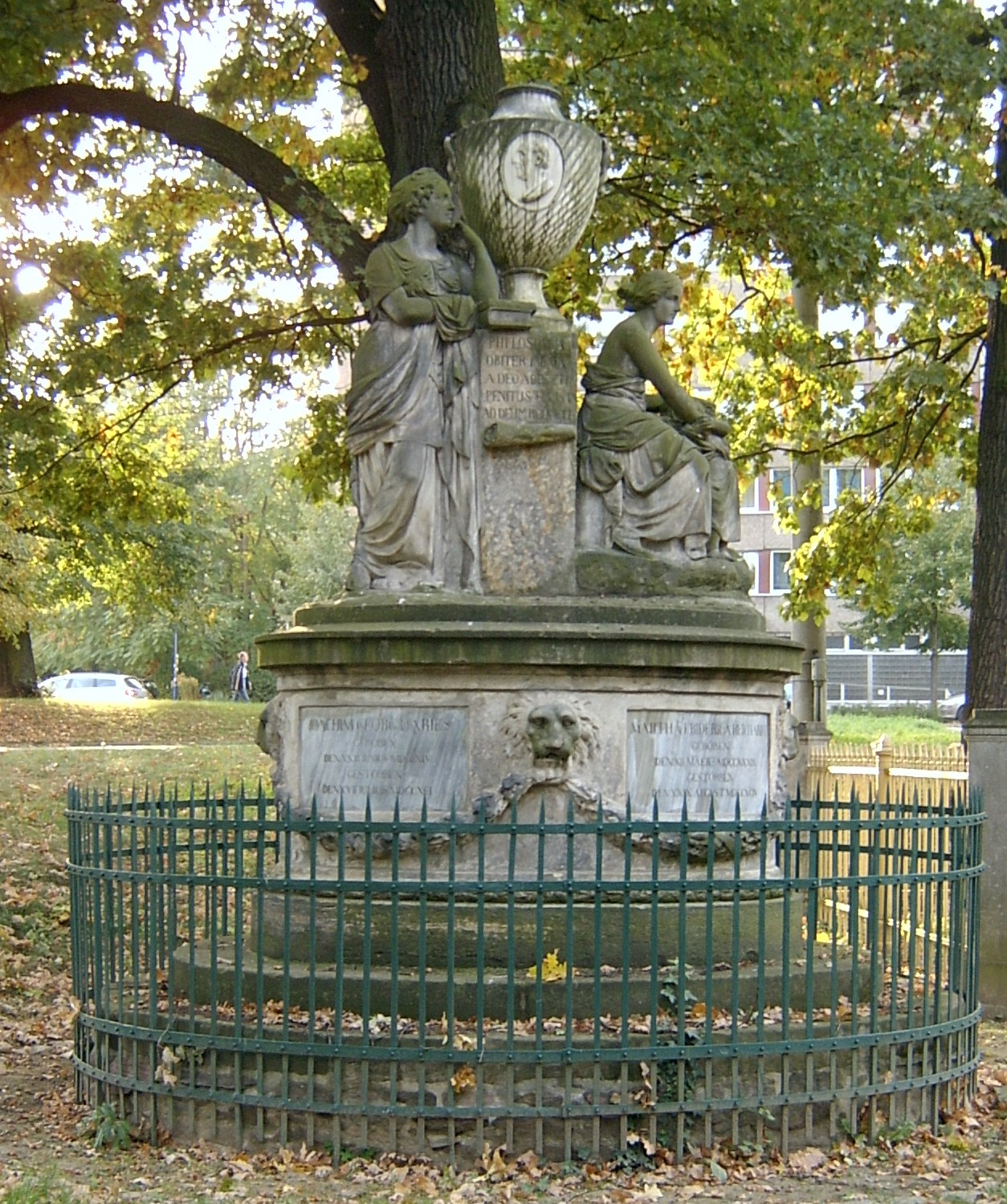
Grobowiec Joachima Georga Darjesa i jego żony Marty Friderici Reichardt

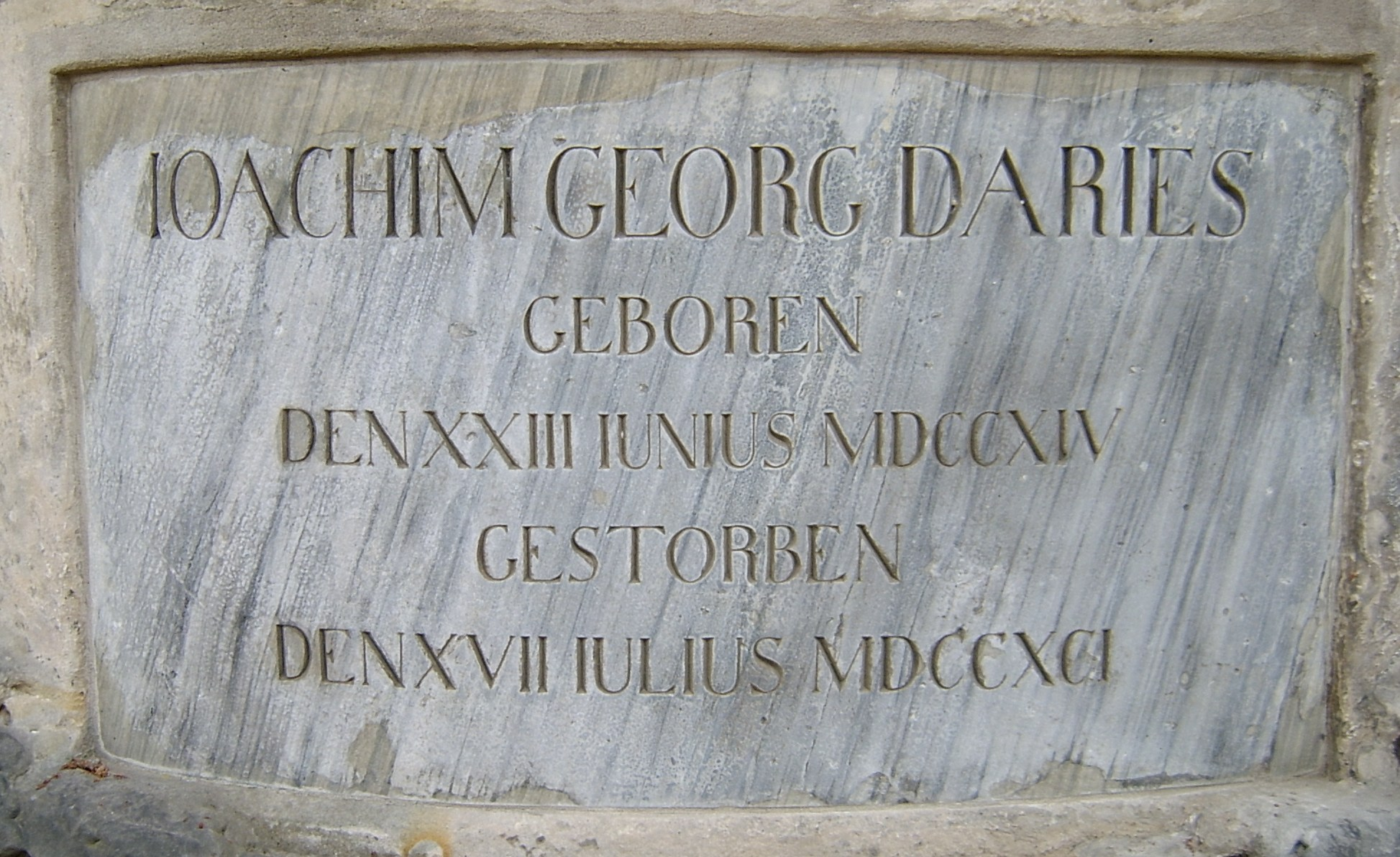
Tablica nagrobna

Joachim Georg Darjes (ur. 23 czerwca 1714 w Güstrow, zm. 17 lipca 1791 we Frankfurcie nad Odrą) – niemiecki prawnik, filozof, ekonomista, teolog ewangelicki, przedstawiciel Oświecenia.
Profesor na Uniwersytecie Viadrina we Frankfurcie nad Odrą, trzykrotnie wybierany na rektora (1772, 1779, 1788).